# Jacobina Esporte Clube
Jacobina Esporte Clube é uma agremiação esportiva de Jacobina, no interior do estado da Bahia. Manda suas partidas no Estádio José Rocha com capacidade para 6.000 espectadores. Foi fundada a 1º de dezembro de 1993.
Foi vice-campeão da Segunda Divisão do Campeonato Baiano de 2014 e da Segunda Divisão do Campeonato Baiano de 2023, sendo essas suas melhores colocações na competição. Foi sexto colocado no Campeonato Baiano de 2016, com esse resultado, foi ao Campeonato Brasileiro Série D pela primeira vez ao lado do Fluminense de Feira e do Juazeirense

## História
Fundado no ano de 1993, o Jacobina Esporte Clube filiou-se a Federação Bahiana de Futebol e entrou em campo pela primeira vez no mesmo ano da sua fundação, na disputa da Copa Interclubes, competição que dava duas vagas na 1ª Divisão de 1994. Treinado por Sérgio Oliveira o Jacobina estreou com vitória por 2 a 0 contra o Conquista Futebol Clube, na sequência nova vitória, novamente por 2 a 0, contra o River Ilheense Esporte Clube em Ilhéus, na terceira rodada a terceira vitória, 3 a 1 contra a Associação Atlética Sisal Bonfinense, na quarta rodada derrota em casa para o River Ilheense Esporte Clube por 1 a 0, na quinta rodada o empate como visitante contra a Associação Atlética Sisal Bonfinense em 0 a 0 selou o acesso do Jacobina, na última rodada venceu como visitante o Conquista Futebol Clube por 2 a 1 e garantiu o título.
No segundo ano de sua história o Jacobina Esporte Clube fez uma fraca campanha na 1ª Divisão, apesar da boa estreia (0 a 0 como visitante contra o Esporte Clube Poções) o time somou apenas 14 pontos em 20 jogos com cinco vitórias, quatro empates e 11 derrotas, marcou 15 gols e sofreu 24. Além disso não enfrentou o Esporte Clube Bahia ou o Esporte Clube Vitória, pois fez parte do Grupo B que tinha apenas times do interior. Foi o lanterna da competição e assim rebaixado para a Campeonato Baiano da Segunda Divisão, após isto abandonou provisoriamente o futebol profissional. Toda a 1ª passagem do clube pelo futebol profissional não chegou a totalizar um ano de duração.
Em 2014 retorna, disputando a Segunda Divisão do Baiano pela segunda vez na sua história. Foi vice-campeão, ficando atrás apenas do Colo Colo de Futebol e Regatas (Campeão Baiano de 2006), conquistando assim uma vaga no Campeonato Baiano de Futebol de 2015. Atualmente é conhecido como o "jegue da chapada", e se tornando um dos clubes mais importante e tradicionais do futebol baiano. A melhor campanha do Jacobina foi no Campeonato Baiano de 2016, se classificando em 4º lugar na  primeira fase, porém, sendo eliminado nas quartas de final para a Juazeirense, por critério de desempate (quantidade de gols marcados fora de casa), pois, os dois jogos terminaram empatados, na copa governador do estado, em que a equipe se tornou vice campeã, garantindo vaga para o campeonato brasileiro da série d  no ano seguinte.
No ano de 2020, diante de uma pandemia e após uma péssima campanha sem apoio da sua apaixonada torcida nas arquibancadas do estádio José Rocha, o Jacobina foi rebaixado na última rodada para a segunda divisão do campeonato baiano. No ano seguinte optou por não participar, retornado aos gramados apenas em 2022, ficando em 5º lugar na tabela e não se classificando para próxima fase.
Após uma péssima campanha no Baianão de 2025, com apenas 3 pontos conquistados, o clube foi rebaixado para Segunda Divisão do Baiano junto com o Colo Colo.

## Estatísticas

### Participações
|  | Participações em 2025 |

| Competição | Competição        | Temporadas | Melhor campanha            | Anos                       | P | R |
| Bahia      | Campeonato Baiano | 9          | 6º colocado (2016 e 2024)  | 1994, 2015-2020, 2024-2025 |   | 3 |
| Bahia      | Segunda Divisão   | 3          | Vice-campeão (2014 e 2023) | 2014, 2022-2023            | 2 |   |
| Brasil     | Série D           | 1          | 28º colocado (2017)        | 2017                       | – |   |

### Temporadas
Legenda:
| Campeão Vice-campeão Eliminado na semifinal. | Rebaixado à divisão inferior. Campeão e promovido à divisão superior Promovido à divisão superior. |

### Retrospecto em competições oficiais
Última atualização: Série D de 2017.
| Competição | Competição | Temporadas | Títulos | Pts. | J | V | E | D | GP | GC |
| ---------- | ---------- | ---------- | ------- | ---- | - | - | - | - | -- | -- |
| Brasil     | Série D    | 1          | –       | 10   | 8 | 3 | 1 | 4 | 12 | 14 |